# Hendrella basalis
Hendrella basalis är en tvåvingeart som först beskrevs av Friedrich Georg Hendel 1927.  Hendrella basalis ingår i släktet Hendrella och familjen borrflugor. Inga underarter finns listade i Catalogue of Life.